# Kentrocapros rosapinto
Kentrocapros rosapinto is een straalvinnige vis uit de familie van de doosvissen (Aracanidae). De wetenschappelijke naam van de soort is, als Aracanostracion rosapinto, voor het eerst geldig gepubliceerd in 1949 door James Leonard Brierley Smith.